# Mejores que nosotros
Mejores que nosotros (en ruso: Лучше, чем люди, romanizado: Luchshe, chem lyudi, literalmente Mejores que los humanos) es una serie de televisión rusa de ciencia ficción creada por Andrey Junkovsky. Fue producida por la compañía Yellow, Black and White en colaboración con Sputnik Vostok para el canal estatal ruso C1R. La serie fue adquirida por Netflix, convirtiéndose en la primera producción de televisión rusa adquirida por la plataforma. El 16 de agosto de 2019 fue estrenada la primera temporada en el servicio digital.

## Sinopsis
La historia tiene lugar en un futuro en el que los androides (bots) sirven a la población en varias posiciones de servicio, incluso reemplazando a los humanos en algunos trabajos. Crían a los niños, son garzones y trabajan como chóferes y guardias de seguridad. 
En China se crea una super-androide llamado Arisa que está diseñada para los hombres que sufren las molestias de la política de un solo hijo, lo que llevó a un desequilibrio del género. Arisa está programada para ser esposa ideal de un hombre y madre de hijos adoptivos, y para proteger a su familia, aunque no está programada con las Tres Leyes de la Robótica de Asimov. 
Su creador muere y Arisa es vendida a Toropov , gerente de empresa de robótica Cronos, creando un sisma tecnológico entre las empresas dedicadas a la fabricación de bots. Arisa resulta no solo ser bella e inteligente, toma sus propias decisiones, es capaz de descifrar el comportamiento humano e interactuar con los niños. Hay una salvedad, Arisa eventualmente puede matar si su "familia" se ve amenazada. Arisa se escapa de Cronos y conoce a Sonya, la hija de un neurocirujano llamado Georgy Safronov que está relegado como médico forense a raíz de una fallida operación para salvar al hijo de Toropov de un tumor neuro encefálico. Arisa adopta a Safronov y su familia, Safronov adicionalmente es un hombre que se ha separado de su esposa y esta está litigando para llevarse a los hijos comunes.  La aparición de Arisa en la vida de Safronov desatará un conflicto entre este y Toropov.

## Reparto
- Paulina Andreeva es Arisa[4]
- Kirill Käro es Georgy Nikolayevich Safronov
- Aleksandr Ustyugov es Viktor Pavlóvich Toropov
- Olga Lomonosova es Alla Safronov
- Eldar Kalimulin es Yegor Safronov
- Vita Kornienko es Sonya Safronov
- Aleksandr Kuznetsov es Barsenev
- Vera Panfilova es Zhanna Barseneva
- Fedor Lavrov es Gleb
- Sergey Sosnovsky es Alexey Stepanovich Losev
- Pavel Vorozhtsov es Igor Mikhailovich Maslovsky
- Irina Tarannik es Svetlana Toropova
- Sergey Kolesnikov es Anatoly Vladimirovich Svetov
- Kirill Polukhin es Pavel Borisovich Varlamov